# Liste der israelischen Botschafter in Österreich
Die Liste der israelischen Botschafter in Österreich bietet einen Überblick über die Leiter der diplomatischen Vertretung in der Republik Österreich seit der Gründung des Staates Israel im Jahr 1948 bis heute. Seit 2006 ist der Botschafter in Wien auch als Botschafter in der Republik Slowenien akkreditiert.
Eine Botschaft des Staates Israel gibt es seit 1959. Sie befindet sich in der ehemaligen Villa von Erzherzog Otto, dem Vater des letzten Kaisers von Österreich, Kaiser Karl I., in der  Anton-Frank-Gasse 20 im Cottageviertel in Währing.
An der Botschaft befinden sich heute auch:
- Konsularabteilung des Staates Israel
- Verwaltungsabteilung des Staates Israels
- Ständige Vertretung des Staates Israel an die Vereinten Nationen in Wien (UNO, UNIDO, CTBTO, IAEO)

Der Botschafter fungiert auch als Ständiger Vertreter (Ambassador Permanent Representative) an die UN und die UNIDO, für die CTBTO und die IAEO gibt es einen eigenen Botschafter.

## Liste
| Amtszeit  | Name                | Anmerkung                                                               |
| --------- | ------------------- | ----------------------------------------------------------------------- |
| 1949      | Damiel Levin        | Zunächst stellvertretender Konsul, später Konsul                        |
| 1950–1955 | Aryeh Eshel         | Generalkonsul                                                           |
| 1955–1958 | Shmuel Benzur       | Zunächst Generalkonsul; ab 1956 Gesandter                               |
| 1958–1960 | Yehezkiel Sahar     | Zunächst Gesandter; ab 1959 Botschafter                                 |
| 1961–1963 | Nathan Peled        |                                                                         |
| 1963–1967 | Michael Simon       |                                                                         |
| 1967–1971 | Zeev Shek           |                                                                         |
| 1971–1974 | Yitzhak Patish      |                                                                         |
| 1974–1977 | Avigdor Dagan       |                                                                         |
| 1977–1979 | Yaacov Doron        |                                                                         |
| 1979–1983 | Issachar Ben-Yaacov |                                                                         |
| 1984–1986 | Michael Elizur      |                                                                         |
| 1986–1990 | Gideon Yarden       | Geschäftsträger (ad interim)                                            |
| 1990–1993 | Peter Aran          | Zunächst Geschäftsträger (a. i.); ab 1993 Botschafter                   |
| 1993–1995 | Yosef Govrin        |                                                                         |
| 1995–1998 | Yoel Sher           |                                                                         |
| 1998–2000 | Nathan Meron        |                                                                         |
| 2000–2001 | Ilan Ben-Dov        | Geschäftsträger (a. i.)                                                 |
| 2001–2004 | Avraham Toledo      | Geschäftsträger (a. i.); ab Februar 2004 Botschafter                    |
| 2005–2009 | Dan Ashbel          | Ständiger Vertreter UN, UNIDO; seit 2006 auch Botschafter für Slowenien |
| 2009–2013 | Aviv Shir-On        | auch Botschafter für Slowenien; Ständiger Vertreter UN, UNIDO           |
| 2013–2015 | Zvi Heifetz         | auch Botschafter für Slowenien; Ständiger Vertreter UN, UNIDO, OSZE     |
| 2015–2019 | Talya Lador-Fresher | auch Botschafterin für Slowenien; Ständiger Vertreter UN, UNIDO, OSZE   |
| 2019–2023 | Mordechai Rodgold   | auch Botschafter für Slowenien; Ständiger Vertreter UN, UNIDO, OSZE     |
| seit 2023 | David Roet          | auch Ständiger Vertreter UN, UNIDO, OSZE                                |